# Olti Vilmos
Olti Vilmos (korábban Obetkó József Vilmos, ill. Olty Vilmos; Billéd,  1914. január 31. – Budapest, 2005. május 29.) kommunista népbíró, akit koholt vádak alapján, törvénytelen eljárásokban hozott halálos ítéletei miatt vérbírónak is neveztek.

## Pályafutása
A gimnázium első négy osztályát 1925 és 1930 között a  szegedi piarista gimnáziumban végezte (a IV. osztályt ismételte). Ekkor tagja volt a Hitterjesztés Egyesülete olvasókörének is.
Később Szegeden volt joghallgató, a Harmadik Birodalomban ösztöndíjas. Az 1940-es években belépett a Nyilaskeresztes Pártba.
1945-ben a Magyar Kommunista Párt Központi Vezetőségének Ifjúsági Titkársága már mint kommunista párttagot tartotta nyilván. Ugyanez idő alatt, 1945 és 1948 között – tehát beépített emberként – szerepel neve a Magyar Cserkészszövetség, majd a Magyar Cserkészfiúk Szövetsége vezetőinek több nyilvántartásában is.
1945-től a Markó utcai Népbíróság kihallgató népügyésze, tanácsvezető bírája, majd 1948-tól a Budapesti Népbíróság elnöke volt. E minőségében koholt vádak alapján, törvénytelen eljárásokban szabott ki súlyos börtönbüntetéseket és hozott halálos ítéleteket, gyakran a pártközpont előzetes utasítása alapján. Ilyen volt a Peyer Károly elleni per, a Nitrokémia-, a Pócspetri per, az Actio Catholica vezetői elleni per, a MAORT, a Földművelési Minisztérium, a Mindszenty József hercegprímás, a .Standard, a Kővágó József, a Grősz József érsek és Endrédy Vendel zirci főapát elleni perek (Grősz-per).
A Kádár-korszakban rossz híre miatt már nem engedték bíráskodni, 1957-től 1960-ig ügyvédként működött.
Halálos ágyán Kerényi Lajos szolgáltatta ki neki a betegek kenetét.